# Nehalem (microarquitetura)
Nehalem é o codinome para um processador e para uma microarquitetura. O Nehalem foi lançado em novembro de 2008. Desenvolvida pela Intel, Nehalem foi a sucessora da microarquitetura Core.
A microarquitetura utiliza os métodos de manufatura de 45nm usados na produção do Penryn. Um computador com dois processadores Nehalem foi exibido na IDF, na primavera de 2007. Seu sucessor é o núcleo de codinome Westmere, que utiliza um processo de 32nm e foi lançado em 2010.
O nome refere-se a uma tribo americana no Oregon.

## Características
- Baseado na microarquitetura Intel Core.
- Modelos de 2 a 8 núcleos.
- Controlador de memória DDR3 integrado com 3 canais.
- Cache L2 de 128
- KB cada núcleo.
- Cache L3 de 8 MB.
- Novo conjunto de instruções SSE 4.2.
- Hyper-threading.
- Intel Turbo Boost (Overclock automatico).
- Melhorias na tecnologia de virtualização.
- Novo barramento QuickPath.
- Nova unidade de controle de energia.
- Processo de fabricação 45 nm e futuros modelos 32 nm (codinome Westmere).
- Novo soquete LGA 1366.[carece de fontes?]